# 宝林寺法堂
宝林寺法堂，位于中国福建省福州市连江县丹阳镇坂顶宝林村，唐大中六年（852年）始建，原有13座殿堂，现尚存唐代大殿基础、15根高4.4米的石柱等。清康熙十五年（1676年），住持隆悟大师率弟子募缘重建法堂。法堂抬梁式木构架，歇山顶，面阔七间30米，进深16米。2009年11月16日公布为第七批福建省文物保护单位。